# Gallaicolichen pacificus
Gallaicolichen pacificus — вид грибів, не до кінця визначеної систематики, що належить до монотипового роду  Gallaicolichen.

## Поширення та середовище існування
Знайдений на листках Syzygium cumini, Гавайські острови.